# Assassin’s Creed: Altaïr’s Chronicles
Assassin’s Creed: Altaïr’s Chronicles – przygodowa gra akcji stworzona przez firmę Gameloft w 2008 roku. Gra została wydana przez Ubisoft na platformy mobilne – Nintendo DS, Android, oraz iOS. Akcja Altaïr’s Chronicles ma miejsce, podobnie jak pierwsza część serii, podczas trzeciej wyprawy krzyżowej.